# 佐藤哲男
佐藤 哲男（さとう てつお、1931年1月9日 - ）は、日本の薬学者。
千葉大学名誉教授。
学位は薬学博士（北海道大学・1966年）。
千葉大学生物活性研究所助手、シカゴ大学毒性研究所准教授、ミシシッピ大学メディカルセンター客員教授、東京薬科大学薬学部教授、国際毒性学会連合（IUTOX)副会長、アジア毒性学会(ASIATOX)初代事務局長、理事、同アドバイザー、米国及び日本の毒性学会関係専門誌の編集委員、編集委員長などを歴任した。

## 概要
1931年、秋田県秋田市楢山生まれ。1955年に富山大学薬学部を卒業。1966年に北海道大学大学院薬学研究科博士課程を修了。薬学博士（北海道大学）。

## 略歴[2]
- 1950年3月 - 秋田市立高校（現: 秋田県立秋田中央高等学校）卒業
- 1955年3月 - 富山大学薬学部卒業
- 1961年4月 - 北海道大学大学院薬学研究科修士課程 入学
- 1963年3月 - 北海道大学大学院薬学研究科修士課程 修了（薬学修士）
- 1963年4月 - 北海道大学大学院薬学研究科博士課程 入学
- 1966年3月 - 北海道大学大学院薬学研究科博士課程 修了（薬学博士）
- 1966年4月 - 千葉大学生物活性研究所（旧腐敗研究所）助手
- 1972年5月 - シカゴ大学毒性研究所准教授
- 1975年4月 - 千葉大学薬学部 助教授
- 1984年4月 - 東京薬科大学教授（薬理学）
- 1988年4月 - 千葉大学薬学部教授（薬物学）
- 1993年5月 - 千葉大学評議員
- 1996年3月 - 千葉大学停年退官
- 1996年4月 - 昭和大学薬学部客員教授、HAB研究機構理事、HAB研究機構付属研究所所長
- 1998年4月 - 千葉大学名誉教授
- 2013年4月 - HAB研究機構 名誉会長

## 賞歴[2]
- 1977年 - 日本薬学会奨励賞
- 1995年 - 日本薬物動態学会学術賞
- 1996年 - 第1回米国毒性学会Visiting Professor賞(1st SOT-Colgate-Palmolive Visiting Professor Award)
- 1996年 - 日本薬学会教育賞
- 2007年 - 国際毒性学会連合学会賞（2007年）(4th IUTOX Merit Award)
- 2010年 - 米国毒性学会教育賞（2010年）(SOT Education Award)

## その他
2019年1月、日本毒性学会において、佐藤哲男賞（国際貢献賞）が創設された。